# Strays
Strays é o terceiro álbum de estúdio da banda americana Jane's Addiction, lançado a 22 de julho de 2003.
A música "Just Because" foi nomeado para os Grammy Awards em 2004, enquanto "Superhero" foi usada na abertura da série de televisão da HBO, Entourage.
Na primeira semana de lançamento o álbum vendeu 110 mil e 500 cópias nos Estados Unidos, sendo certificado Ouro. No Reino Unido, foi certificado de prata, tendo vendido mais de 60 mil cópias.

## Faixas
1. "True Nature" (Perry Farrell/Dave Navarro/Stephen Perkins/Bob Ezrin/Martyn LeNoble) – 3:49
2. "Strays" (Farrell/Navarro/Perkins/Ezrin/Arron Embry/David J) – 4:32
3. "Just Because" (Farrell/Navarro/Perkins/Ezrin/Chris Chaney) – 3:51
4. "Price I Pay" (Farrell/Navarro/Perkins/Ezrin/Chaney) – 5:27
5. "The Riches" (Farrell/Navarro/Perkins/Ezrin/Embry/LeNoble) – 5:44
6. "Superhero" (Farrell/Navarro/Perkins/Ezrin/Embry) – 3:58
7. "Wrong Girl" (Farrell/Navarro/Perkins/Ezrin/Chaney) – 4:32
8. "Everybody's Friend" (Farrell/Navarro/Perkins/Ezrin) – 3:18
9. "Suffer Some" (Farrell/Navarro/Perkins/LeNoble/Ezrin) – 4:14
10. "Hypersonic" (Farrell/Navarro/Perkins/Ezrin/LeNoble) – 3:32
11. "To Match The Sun" (Farrell/Navarro/Perkins/Ezrin/LeNoble) – 5:25

## Créditos
- Perry Farrell - Vocal
- Dave Navarro - Guitarra, piano
- Chris Chaney - Baixo
- Stephen Perkins - Bateria, percussão